# Sant Martí de Centelles (kommun)
Sant Martí de Centelles är en kommun i Spanien.   Den ligger i provinsen Província de Barcelona och regionen Katalonien, i den östra delen av landet, 500 km öster om huvudstaden Madrid. Antalet invånare är 1 098. Arean är 25,6 kvadratkilometer. Sant Martí de Centelles gränsar till Aiguafreda, Centelles, Tagamanent, Figaró-Montmany, Sant Quirze Safaja och Castellcir. 
Terrängen i Sant Martí de Centelles är huvudsakligen kuperad.